# Vốn khả dụng
Vốn khả dụng là số tiền dự trữ mà ngân hàng gửi vào cơ quản quản lý tiền tệ của quốc gia (ngân hàng trung ương, cục quản lý tiền tệ). Nó bao gồm: tiền gửi dự trữ bắt buộc, tiền gửi phục vụ thanh toán liên ngân hàng, v.v... Đây là một thước đo mức độ đảm bảo thanh khoản của các ngân hàng và là một căn cứ quan trọng để cơ quan quản lý tiền tệ thực hiện nghiệp vụ thị trường mở. Mức vốn khả dụng của một ngân hàng càng lớn đồng nghĩa với việc lượng tín dụng mà ngân hàng có thể cung cấp lớn. Thông qua việc rút bớt hay bơm thêm vốn khả dụng, cơ quan quản lý tiền tệ có thể tác động tới chênh lệch cung - cầu về dự trữ của ngân hàng, từ đó khiến ngân hàng phải điều chỉnh hành vi của mình trên thị trường vay liên ngân hàng. Lãi suất vay liên ngân hàng vì thế có thể được điều chỉnh theo ý của cơ quan quản lý tiền tệ.